# Sutor Bank
Die Sutor Bank GmbH (bis Anfang Dezember 2022 Max Heinr. Sutor oHG) ist eine deutsche Privatbank mit Sitz in Hamburg.

## Geschichte
Die Sutor Bank wurde am 10. März 1921 in das Handelsregister beim Amtsgericht Hamburg eingetragen. Die Idee des Gründers Max Heinrich Sutor war, in einer Zeit der Wirtschaftskrise und Inflation eine auf Vermögensbetreuung spezialisierte Privatbank zu gründen, die in Sachwerte mit solider Substanz investiert. Die ersten Kunden waren befreundete Kaufleute, die in den 1920er Jahren nach Südamerika gingen und Max Heinrich Sutor ihr Vermögen anvertrauten.
1953 fand die Sutor Bank im Haus der Patriotischen Gesellschaft von 1765 ein neues Domizil. Im Jahr 1957 trat mit dem Gründersohn Werner Sutor als Gesellschafter die nächste Generation in das Unternehmen ein. Auf seine Initiative hin wurde 1984 die Sutor-Stiftung gegründet, um die Wissenschaften der Architektur und der Technik zu fördern. Der Ururgroßvater von Werner Sutor war Hamburgs erster Baudirektor Carl Ludwig Wimmel (1786–1845). Die bis heute inhabergeführte Privatbank hat ihren Sitz im Fölsch-Block am Hamburger Rathausmarkt.
Im Dezember 2022 wurden Rechtsform und Firmierung von Max Heinr. Sutor oHG in Sutor Bank GmbH geändert.
2025 hat sich die Hypothekarbank Lenzburg mit 9,9 Prozent an der Sutor Bank beteiligt.

## Geschäftstätigkeit
Der Schwerpunkt der Geschäftstätigkeit liegt in der Beratung und Verwaltung von Vermögen. Die Sutor Bank richtet sich vorrangig an Privatanleger, unabhängig von der Größe ihres Anlagebetrages. Zudem ist sie als Bankenpartner für Finanzdienstleister und Stiftungen aktiv. So gehört die Betreuung von Stiftungsvermögen seit Gründung der Bank zum Kerngeschäft, seit 2010 ergänzt um den Bereich Stiftungsmanagement (Stiftungskontor).
Mit dem „Sutor Anlage-Lotse“ startete die Sutor Bank im September 2013 einen Robo-Advisor. Seit 2013 agiert die Sutor Bank außerdem als Kooperationspartner für Startups und digitale Unternehmen, denen sie bankspezifische Dienstleistungen auf einer eigenen Banking-Plattform gebündelt verfügbar macht. Die Sutor Bank arbeitet mit verschiedenen Fintech-Partnern zusammen.

## Sutor-Stiftung
Der Hamburger Bankier Werner Sutor (1915–2004) gründete 1984 die Sutor-Stiftung, die sich der Förderung der Wissenschaft, der Architektur und der Technik widmet.
Ziel der Stiftung ist es, Studierende und junge Wissenschaftler aus den Bereichen Städtebau, Architektur und Kunstgeschichte in ihrer Forschung zu fördern und zu vernetzen. Ein Hauptprojekt der Stiftung war die 2004 ins Leben gerufene Sutor Professur für Denkmalpflege und Entwerfen, zuletzt unter dem Dach der HCU Hamburg. Derzeit liegt der Schwerpunkt auf Promotionsstipendien im Rahmen der Stiftungs-Graduierten-Schule, bei denen Fragen zur Weiternutzung von Bauwerken im Fokus stehen. In diesem Rahmen wird auch der Sutor-Preis für Promovierende über die HCU vergeben.